# I Am the Walrus
I Am the Walrus (englisch für: Ich bin das Walross) ist ein Lied der Beatles aus dem Jahr 1967. Das Stück wurde größtenteils von John Lennon komponiert, erhielt aber wie üblich das Copyright Lennon/McCartney. Das Lied erschien erstmals am 24. November 1967 auf der B-Seite des Nummer-1-Hits Hello, Goodbye. Es wurde ebenfalls für die EP und das Album Magical Mystery Tour sowie für den gleichnamigen Film verwendet. Die Tracklist des Albums nennt als Untertitel des Liedes ‘No you're not!’ said Little Nicola. Das von George Martin produzierte Lied fällt in das Genre Psychedelic Rock. Die Aufnahmen fanden in den Abbey Road Studios statt. Das Lied ist unter den Labels von Parlophone sowie Capitol Records erschienen.

## Entstehung

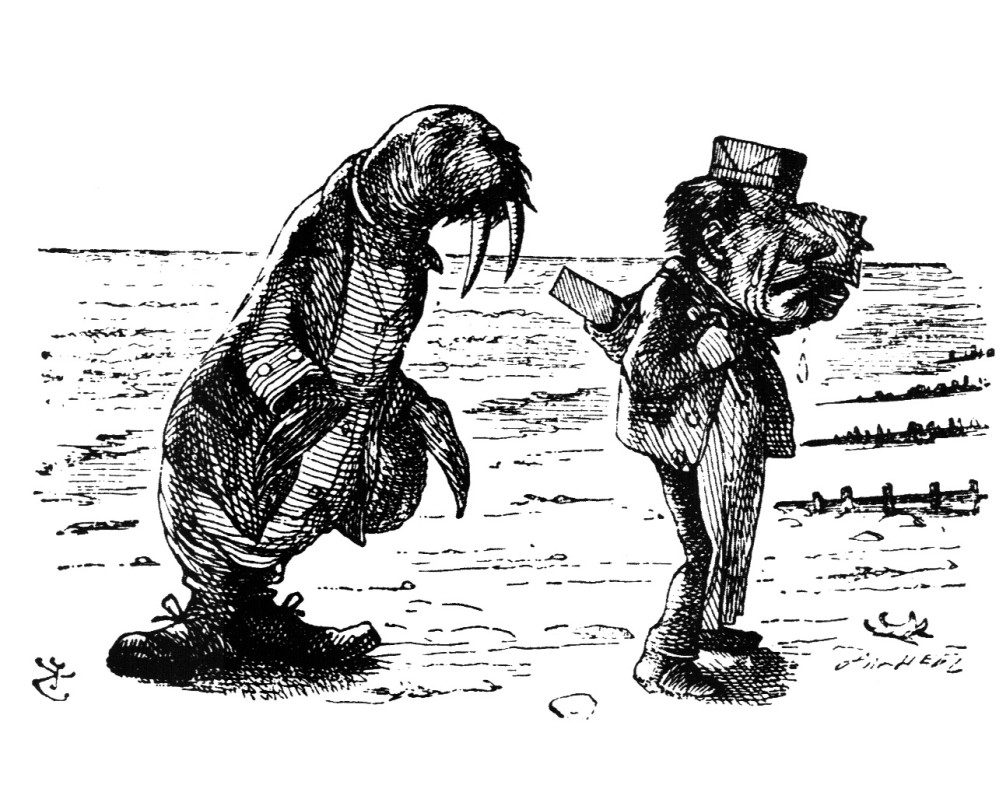
Das Walross und der Zimmermann,
Illustration von John Tenniel in
Alice hinter den Spiegeln

Grundlage für Lennons Text waren drei verschiedene Ideen für ein Lied. Die wesentliche Inspiration fand er jedoch in dem Gedicht „Das Walroß und der Zimmermann“ aus Alice hinter den Spiegeln, auf das sich das Lied auch inhaltlich bezieht.
Bei der ersten Idee wurde er von einer Polizeisirene inspiriert, während er in seinem Haus in Weybridge den Text „Mis-ter cit-y police-man“ schrieb und dazu den Rhythmus der Sirene komponierte. Die zweite Idee war ein kurzer Reim über sich selbst, sitzend in seinem Garten, und die dritte Idee war der blanke Unsinn, auf einem Cornflake zu sitzen. Da er nicht in der Lage war, diese Stücke zu Ende zu schreiben, entschloss er sich dazu, sie zu kombinieren.
Einige Zeit später erhielt Lennon einen Brief von einem Schüler der Quarry Bank Grammar School, die er als Kind ebenfalls besucht hatte. Das Kind erklärte, dass sein Englischlehrer die Klasse beauftragt hatte, Beatles-Texte zu analysieren. (John Lennon antwortete auf diesen Brief am 1. September 1967; der Antwortbrief wurde 1992 bei Christie’s versteigert.)
Belustigt davon, dass ein Lehrer so viel Energie für das Verstehen von Beatles-Texten aufbrachte, beschloss er, einen so verwirrenden, unüblichen Text zu schreiben wie nur möglich. Er bekam Besuch von einem Freund und früheren Mitglied der Quarrymen, Peter Shotton, den er nach einem unsinnigen Kinderreim aus ihrer gemeinsamen Kinderzeit fragte.
Shotton konnte sich an diese Zeilen erinnern:

“Yellow matter custard, green slop pie,

All mixed together with a dead dog’s eye,

Slap it on a butty, ten foot thick,

Then wash it all down with a cup of cold sick.”

Lennon nahm ein paar der Wörter dieses Reimes, fügte die drei alten unvollendeten Ideen hinzu und als Resultat erhielt er den Text zu: “I Am the Walrus.” Der Eggman im Text war vermutlich eine Anspielung auf Eric Burdon. Burdon hatte von Freunden den Spitznamen Eggs erhalten, da er beim Sex rohe Eier über nackten Frauen zerbrach. Burdon beschrieb eine Begebenheit, bei der Lennon anwesend gewesen war und Burdon mit den Worten: “Go on, go get it, Eggman!” angefeuert haben soll.
Doch sowohl die Struktur als auch der groteske Text des Liedes wurden noch über mehrere Wochen während der Aufnahmen in den Abbey Road Studios immer wieder verändert. George Martin schrieb ein aufwendiges Streicherarrangement für die Overdubs.
Das Lied wird mit einer BBC-Aufnahme des Theaterstückes König Lear ausgeblendet, die gerade im Radio lief, als das Lied in Mono für die Single abgemischt wurde. Da eine Abmischung aus diesem Grunde nicht wiederholt werden konnte, existierte sehr lange keine vollständige Stereoversion des Liedes. Auf dem Album Magical Mystery Tour hörte man stattdessen bis zum Einsetzen der Radio-Einspielungen eine Stereoabmischung, an die sich dann die ursprüngliche Monoabmischung anfügte. Die Version bestand aus einer Stereo- und einer Monoversion.
Auffällig in Bezug auf die Musik ist, dass das gesamte Lied nur aus Dur- und Dominantseptakkorden besteht, wobei alle Akkorde von A bis G (also A, B, C, D, E, F und G) verwendet werden – die englische Tonbezeichnung ‚B‘ entspricht dem deutschen ‚H‘. Das Lied endet mit einer Akkordfolge, die auf einer steigenden und absteigenden Bass- und Streicherlinie aufgebaut ist, die wiederholt wird, bis es zum Ausblenden kommt.
Der Textteil „See how they fly like Lucy in the sky“ bezieht sich auf Lennons früheres Stück Lucy in the Sky with Diamonds.
Im Text des 1968 auf dem sogenannten Weißen Album veröffentlichten Stücks Glass Onion machten sich Lennon und McCartney ein weiteres Mal über die Versuche, ihre Lieder zu interpretieren, lustig, indem sie die Zeile “Well here’s another clue for you all, the walrus was Paul” (deutsch: „Hier ist ein weiterer Hinweis für euch, Paul war das Walross“) einfügten.
1970 veröffentlichte John Lennon sein erstes Soloalbum John Lennon/Plastic Ono Band. Der darauf enthaltene Song God nimmt in einer Textzeile Bezug auf I Am the Walrus.

## Aufnahme
I Am the Walrus wurde am 5. September 1967 in den Londoner Abbey Road Studios (Studio 1) mit dem Produzenten George Martin eingespielt. Geoff Emerick war der Toningenieur der Aufnahmen. Die Band nahm insgesamt 16 Takes auf, wobei der 16. Take für die finale Version verwendet wurde. Die Aufnahmesession dauerte zwischen 19 und 1 Uhr.
Am 6. September 1967 wurden im Studio 2 Overdubs eingespielt, am 27. September folgten John Lennons Gesangs-, die Chor- und Orchesteraufnahmen.
Die umfangreiche Abmischung von I Am the Walrus erfolgte am 29. September 1967, in Mono, dabei wurde noch die BBC-Aufnahme des Theaterstückes König Lear verwendet. Am 6. November 1967 erfolgte eine Abmischung in Stereo.
- John Lennon: Elektrisches Klavier, Gesang
- Paul McCartney: Bass, Hintergrundgesang
- George Harrison: Leadgitarre, Hintergrundgesang
- Ringo Starr: Schlagzeug
- Sidney Sax, Jack Rothstein, Ralph Elman, Andrew McGee, Jack Greene, Louis Stevens, John Jezzard, Jack Richards: Geige
- Lionel Ross, Eldon Fox, Bram Martin, Terry Weil: Cello
- Gordeon Lewin: Klarinette
- Neil Sanders, Tony Tunstall, Moris Miller: Waldhorn
- The Mike Sammes Singers: Chor

## Veröffentlichungen
- I Am the Walrus wurde ursprünglich am 24. November 1967 auf der B-Seite des Nummer-1-Hits Hello, Goodbye veröffentlicht.
- Am 27. November 1967 erschien in den USA I Am the Walrus erstmals auf einer Langspielplatte, dem Kompilationsalbum Magical Mystery Tour. Das Album wurde am 16. September 1971 in Deutschland und am 19. November 1976 in Großbritannien veröffentlicht.
- In Großbritannien und Deutschland wurde I Am the Walrus am 8. Dezember 1967 auf der Doppel-EP Magical Mystery Tour veröffentlicht.
- Am 6. April 1973 erschien das Kompilationsalbum 1967–1970 auf dem sich auch I Am the Walrus befindet.
- Für das US-amerikanische Album Rarities, das am 24. März 1980 erschien, wurde eine neue Version von I Am the Walrus von den Toningenieuren John Palladino und George Irwin hergestellt, indem sie die britische Stereoversion der EP Magical Mystery Tour mit der US-amerikanischen Mono-Singleversion zusammenfügten.[5]
- Aufnahme-Take 16 von I Am the Walrus erschien am 13. März 1996 auf dem Kompilationsalbum Anthology 2. Hierbei handelt es sich um eine frühere Version ohne Overdubs.
- I Am the Walrus wurde 2006 für das Album Love (Veröffentlichung: 20. November 2006) neu abgemischt und mit einer Sequenz des Stücks Julia eingeleitet.
- Am 10. November 2023 wurde das Kompilationsalbum 1967–1970 erneut wiederveröffentlicht. Auf diesem befindet sich I Am the Walrus in einer von Giles Martin und Sam Okell 2023 neu abgemischten Version.

## Coverversionen
Das Lied wurde wie viele Beatlesstücke oft gecovert, unter anderem sang es der Schauspieler Jim Carrey auf der CD In My Life von Beatles-Produzent George Martin. Weitere Coverversionen stammen zum Beispiel von Spooky Tooth (1970), Frank Zappa (1988), Dekadance (1989), Men Without Hats (1991), Oingo Boingo (1994), Oasis (1994), den Toten Hosen (1996), Klaus Lage, der 1980 eine deutsche Fassung des Titels veröffentlichte, und Bono (2007, für den Film Across the Universe). Am 12. August 2012 sang Russell Brand das Stück bei der Schlussfeier der Olympischen Spiele im Londoner Olympiastadion.

## Auszeichnungen für Musikverkäufe
| Land/Region                  | Auszeichnungen für Musikverkäufe (Land/Region, Auszeichnung, Verkäufe) | Verkäufe |
| ---------------------------- | ---------------------------------------------------------------------- | -------- |
| Vereinigtes Königreich (BPI) | Silber                                                                 | 200.000  |
| Insgesamt                    | 1× Silber ·                                                            | 200.000  |